# Florent Schmitt

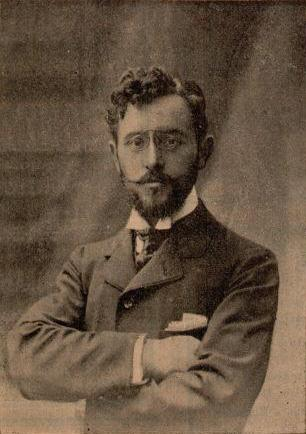
Foto del 1900

Florent Schmitt (Blâmont, 28 settembre 1870 – Neuilly-sur-Seine, 17 agosto 1958) è stato un compositore francese.

## Biografia
Florent Schmitt studiò al Conservatorio di Parigi sotto la direzione di Jules Massenet, Gabriel Fauré e Albert Lavignac. Fu compagno di studi di Maurice Ravel.
Schmitt fu un allievo brillante e nel 1900 vinse il prestigioso Prix de Rome con la cantata Semiramis. Dopo un lungo periodo di viaggi tra l'Europa e il Medio Oriente, tornò in Francia per insegnare armonia, dal 1922 al 1924 al Conservatorio di Lione.
Dal 1929 al 1939 divenne il critico musicale del quotidiano Les Temps, ed in questo periodo ebbe molta influenza nella scena musicale francese.
Già conosciuto per le sue simpatie di destra, fu vicino, intorno al 1933, al nazionalsocialismo tedesco. Antisemita convinto dopo l'invasione tedesca di Parigi si mise a servizio della Repubblica di Vichy. Ma dopo la Seconda guerra mondiale riuscì a sfuggire all'accusa di collaborazionismo, accusa rivolta ad altri intellettuali francesi come Céline e Pierre Drieu La Rochelle. Gli fu soltanto comminata una pena simbolica, quella di vietare l'esecuzione della sua musica per un anno, fino al 1947. Anche perché Schmitt si difese strenuamente giustificando la sua supposta collaborazione con la situazione in cui si era venuto a trovare il figlio prigioniero dei tedeschi in un campo di concentramento in Germania.
Soltanto di recente (nel 2005) il Berliner Zeitung, ha riproposto un vecchio articolo dove si sollevava di nuovo questo problema. Si ricordava specialmente l'episodio in cui avrebbe gridato "Viva Hitler!" durante un concerto di musica di Kurt Weill, musicista ebreo e collaboratore di Bertolt Brecht, il 26 novembre 1933.
Ma anche sull'antisemitismo Schmitt ha ricusato le accuse portando a testimonianza le sue prese di posizione contro l'epurazione di musicisti ebrei e malvisti dal regime di Vichy, come Alexandre Tansman e Arnold Schönberg.
Schmitt è morto a 87 anni e la sua salma è stata inumata nel cimitero parigino di Bagneux.

## L'opera musicale
Come musicista Schmitt fu un solitario e fuori dagli schemi rispetto alla musica contemporanea. Frequentò gli ambienti viennesi dove si rivolse soprattutto alla musica di Schoenberg, anche se nelle sue opere si sente forte anche l'influsso di Alban Berg.
Più vicino all'Espressionismo musicale che all'Impressionismo di Claude Debussy o Erik Satie, il quale ebbe parole di fuoco sulla sua musica.
Si sentono forti anche gli echi del Tardo Romanticismo, in particolare tedesco di Richard Wagner, Johannes Brahms e Richard Strauss.
La sua musica coinvolge tutte le forme musicali conosciute escluso l'opera. Il pezzo che lo impose all'attenzione dei critici, e poi del pubblico fu il Psaume XLVII del 1904. Musica rutilante con un coro di numerosi elementi.
Nel 1909 fondò la Société musicale indépendante con Maurice Ravel, Gabriel Fauré, Émile Vuillermoz, Louis Aubert, Charles Koechlin e Jean Huré.
Inserì il sassofono fra gli elementi dell'orchestra, uno dei primi musicisti insieme a Ravel che lo inserì nella sua versione di Quadri ad un'esposizione di Modest Petrovič Musorgskij.
Il Quartetto per sassofoni del 1941 fu uno dei pezzi che lo hanno reso leggendario fra gli addetti ai lavori, anche se il grande pubblico ignorò la sua opera dopo la guerra, forse perché fu offuscato dalla presenza di colossi musicali nella Francia di quel periodo e per le sue frequentazioni politiche.
Collaborò con Sergej Pavlovič Djagilev e i Balletti russi, che misero in scena nel 1913 La Tragédie de Salomé da lui scritta nel 1907; dal balletto Schmitt trasse nel 1910 un poema sinfonico che dedicò ad Igor' Fëdorovič Stravinskij, allora astro in ascesa del mondo musicale. 
Il corpus delle opere di Florent Schmitt è molto nutrito e ancora oggi poco conosciuto.

## Onorificenze
Cavaliere dell'Ordine di Leopoldo, Commendatore della Corona di Romania, Schmitt fu membro dell'Académie royale de Belgique dal 1932. Nel 1952, fu insignito della Legion d'onore.

## Opere principali

### Musica per orchestra
- Prima Symphonie concertante per orchestra e piano,
- Seconda Symphonie,
- Terza sinfonia Janiana, per archi
- Antoine et Cléopâtre
- Enfants
- Introïto per violoncello e orchestra
- Kermesse-Valse da L'éventail de Jeanne, (balleto 1926)
- Le Palais hanté
- Le Petit Elfe Ferme-l'œil
- Légende per saxofono contralto (anche viola e violino) e orchestra
- Antoine et Cléopâtre, due suites per orchestra
- Musique en plein air
- Ronde burlesque
- Rhapsodie viennoise
- Rêves
- Scherzo vif, per violino e orchestra
- Scènes de la vie moyenne
- Sélamlik, divertissement per musica militare
- Çançunik
- Dionysiaques, per orchestra, armonia militare
- Salammbô (1925 al Palais Garnier di Parigi)

### Musica da camera
- Chants Alizés
- À tour d'anches
- Pour presque tous les temps, per flauto e trio di fiati con piano
- Quartetto per sassofoni
- Quartetto per flauti
- Quartetto per archi
- Quintetto e pianoforte
- Sonate libre en deux parties enchaînées per violino e piano
- Sonatine en trio per flauto, clarinetto e clavicembalo
- Trio d'archi
- Nombreuses pièces pour vents, pianoforte, piano a quattro mani o due pianoforti.

### Musica vocale
- Le chant de nuit, per solista, coro e orchestra
- Messa a quattro voci e organo
- Psaume XLVII, per soprano, coro, organo e orchestra

### Balletti
- La Tragédie de Salomé
- Oriane et le prince d'amour

## Filmografia
- Salambô, regia di Pierre Marodon - musiche originali (1925)